# Mosasaurus hoffmannii
A Mosasaurus hoffmannii a hüllők (Reptilia) osztályának pikkelyes hüllők (Squamata) rendjébe, ezen belül a Scleroglossa alrendjébe és a moszaszaurusz-félék (Mosasauridae) családjába tartozó faj.
A Mosasaurus hüllőnem típusfaja.

## Tudnivalók
A Mosasaurus hoffmannii legelső maradványára, mely egy töredékes koponyából állt, 1764-ben bukkantak rá a hollandiai Maastricht melletti kréta bányában. A példányt 1766-ban egy Jean Baptiste Droui nevű tiszt gyűjtötte be. 1784-ben a haarlemi Teylers Múzeum megszerezte. Ez a példány még látható ebben a múzeumban, a TM 7424 raktárszám alatt. Martin van Marum a múzeum első igazgatója, 1790-ben leírást adott ki az állatról; a holland „nagy lélegző halnak”, azaz bálnának vélte a maradványt. Johann Leonard Hoffmann (1710–1782) német-holland sebészorvos, aki ősállatok maradványait is gyűjtötte, Mosasaurus-darabkákat szerzett be. Közben Petrus Camper holland professzorral levelezett; a múzeumi koponyát és a darabkákat Hoffmann valami őskrokodilnak vélte, míg Camper egy még fel nem fedezett fogascetnek tekintette. 1798-ban Camper fia, Adriaan Gilles Camper ezt az állatot a varánuszfélékkel (Varanidae) rokonította; elképzelését megírta a francia Georges Cuviernek, aki 1808-ban megerősítette a feltevést. 1822-ben William Conybeare angol geológus megalkotta a Mosasaurus nemet. 1829-ben Gideon Mantell angol szülészorvos, geológus és őslénykutató a típusfajnak, azaz a szóban forgó állatnak, a Mosasaurus hoffmannii fajnevet adta, Johann Leonard Hoffmann tiszteletére.
Ez az ősállat akár 17 méteresre is megnőhetett, nagyobbra mint a rokon Tylosaurus és Hainosaurus. A koponyája robusztusabb volt, mint más családbeli fajoké. Az állkapocscsontja (mandibula) szorosabban hozzá volt fogva a koponyájához. A szájában számos kúp alakú fog ült. Feje mély, teste hordó alakú volt. Az evezőszerű lábain, elöl 5, míg hátul 4 ujj volt. A teste egy hatalmas farokban végződött; egyes kutatók szerint a faroknak – a cápákhoz és ichthyoszauruszokhoz hasonlóan – felső farokúszó-nyúlványa volt. Az eléggé nagy szemei elhelyezkedésük miatt nem voltak alkalmasak binokuláris látásra; a szaglása sem lehetett valami jó – emiatt a kutatók úgy vélik, hogy a víz felszínének közelében vadászhatott, a mélységekbe nemigen úszott le. Táplálékai halak, teknősök, ammoniteszek, kisebb moszaszaurusz-félék és plezioszauruszok lehettek.

## Képek

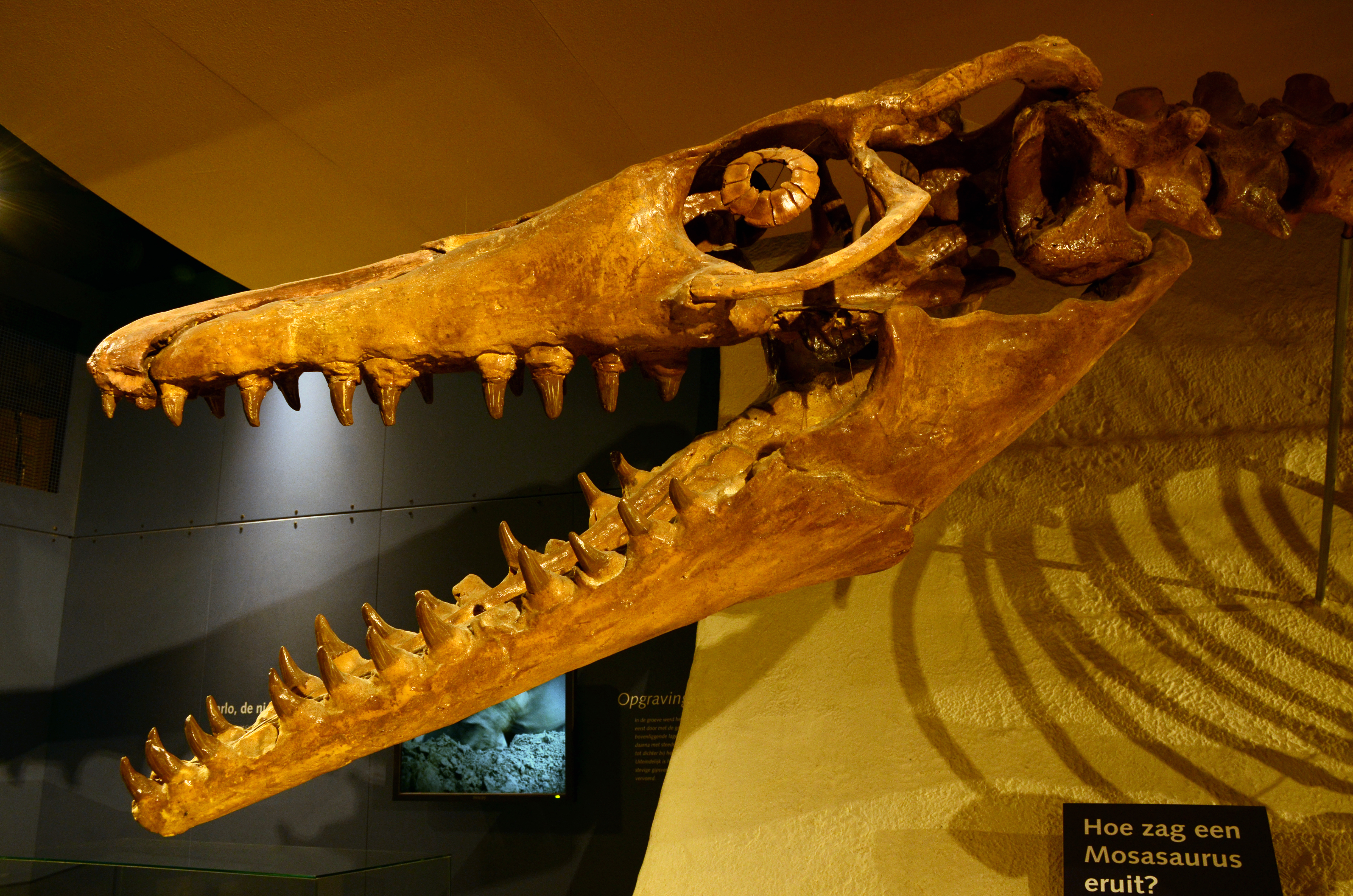
Koponyája
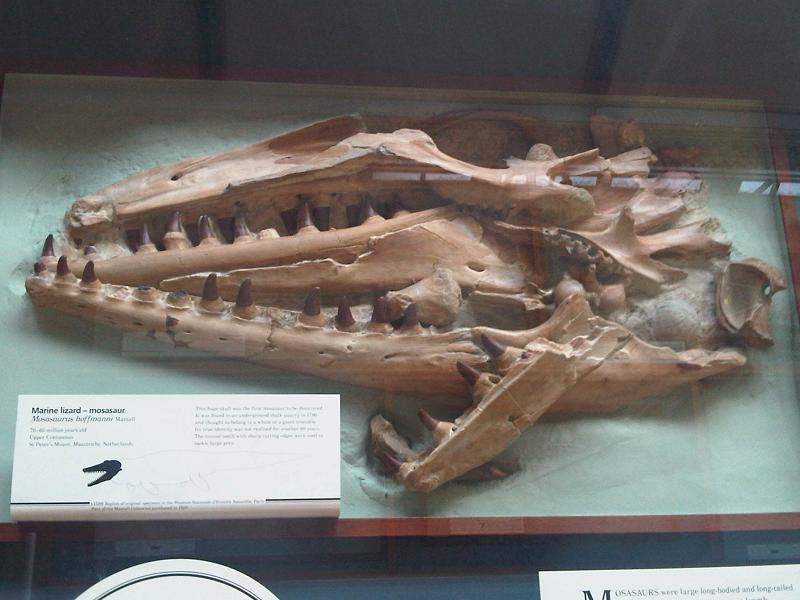
Állkapocsa a londoni Természettudományi Múzeumban
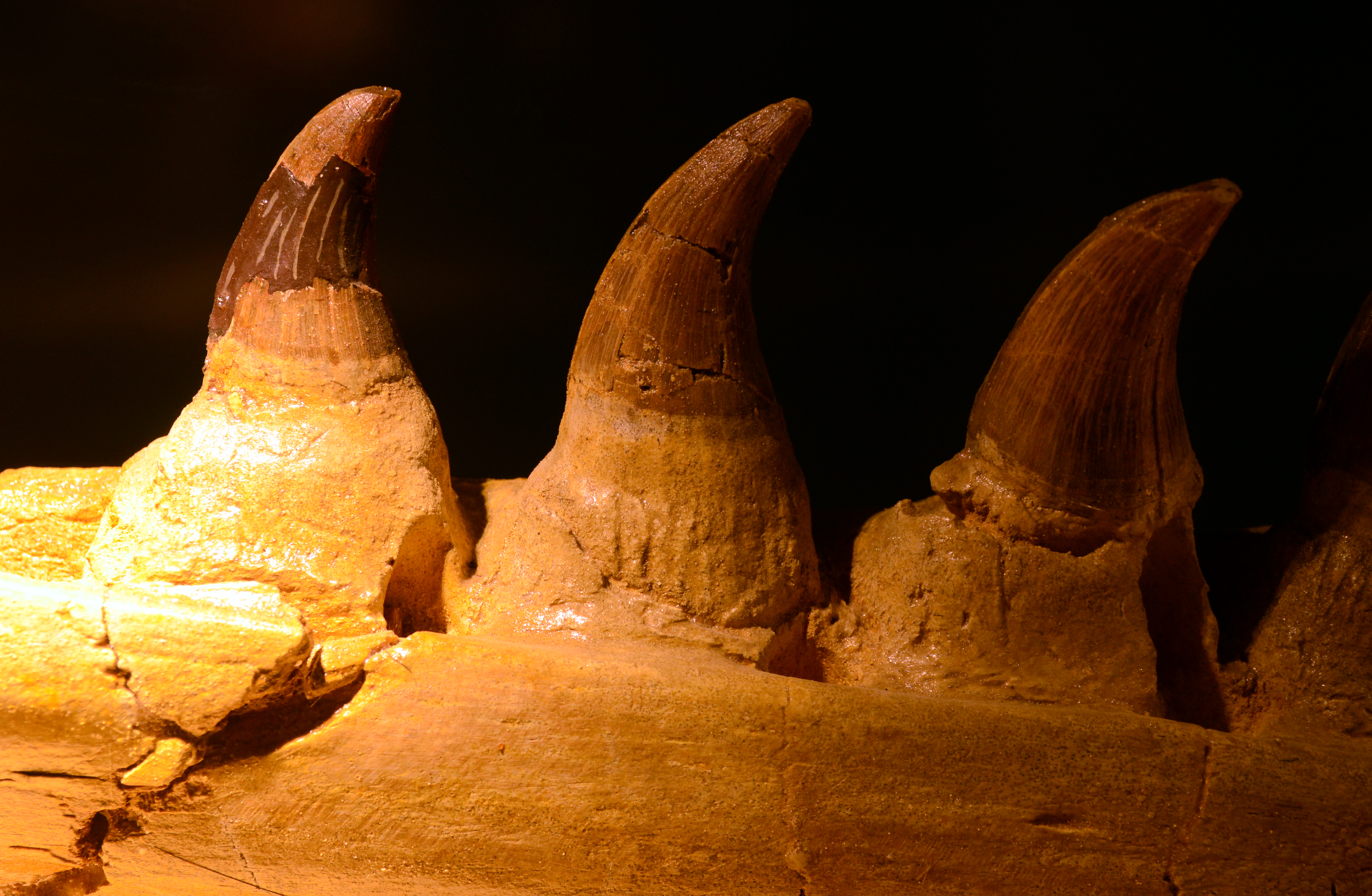
Állkapcsa fogakkal
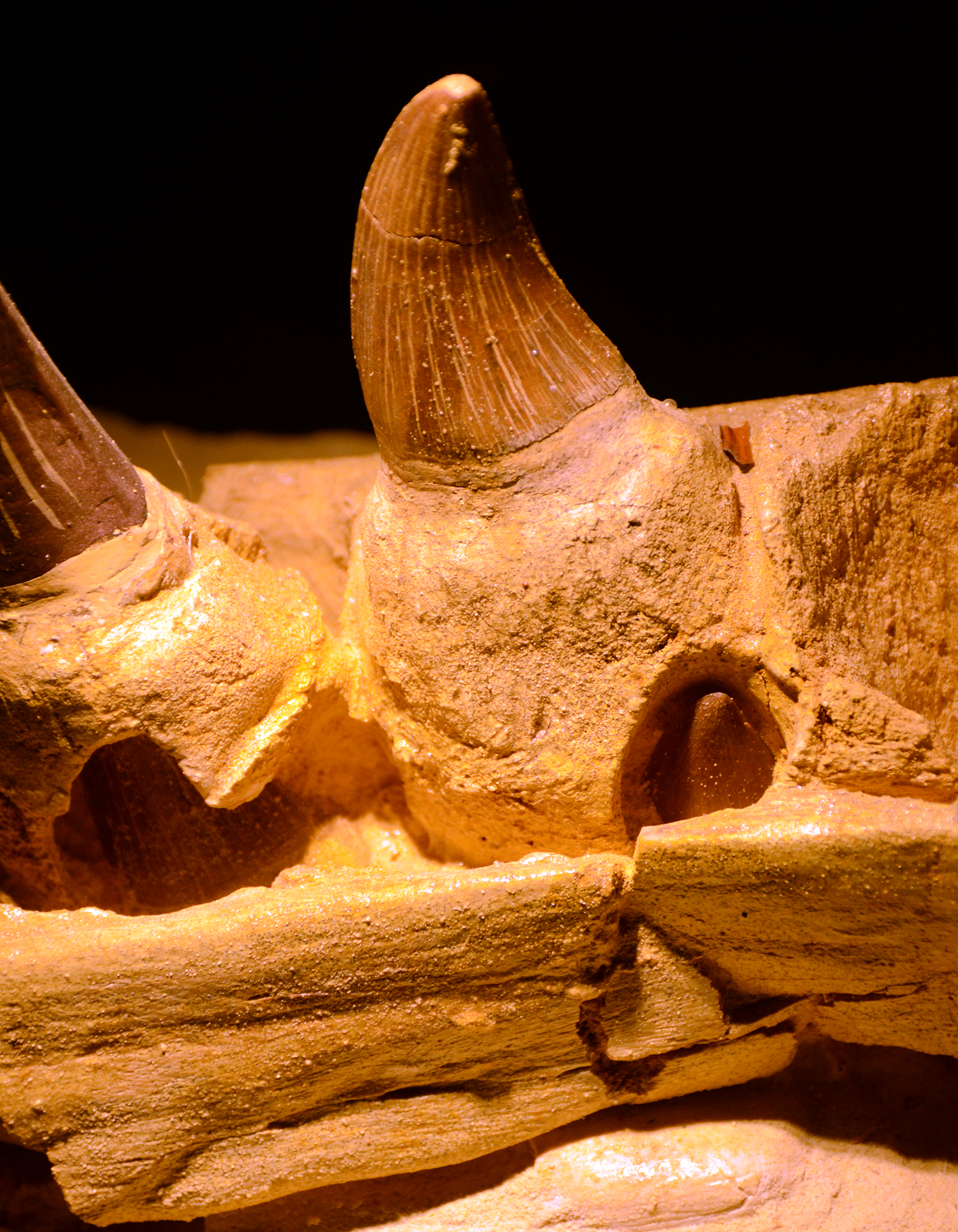
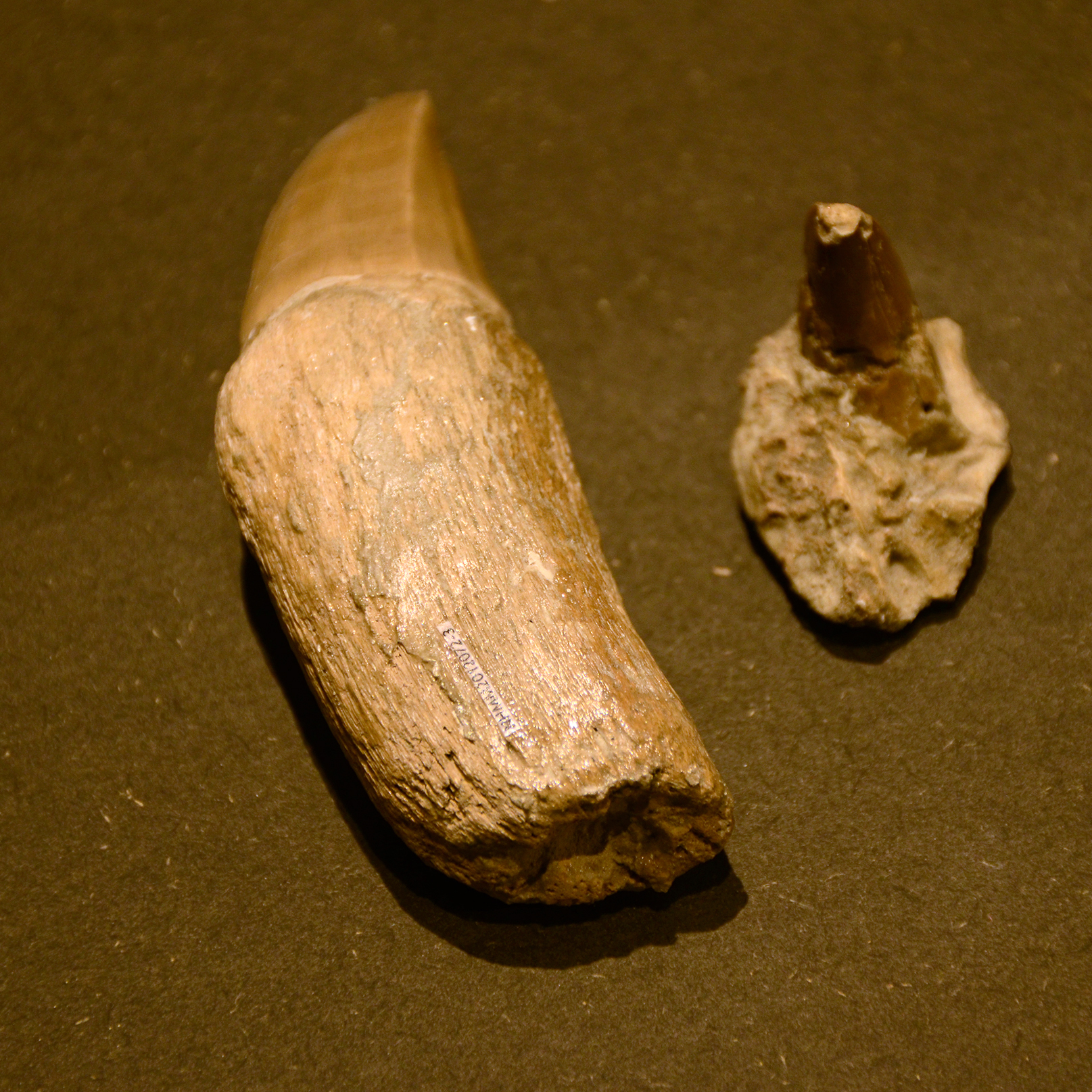
Fogai
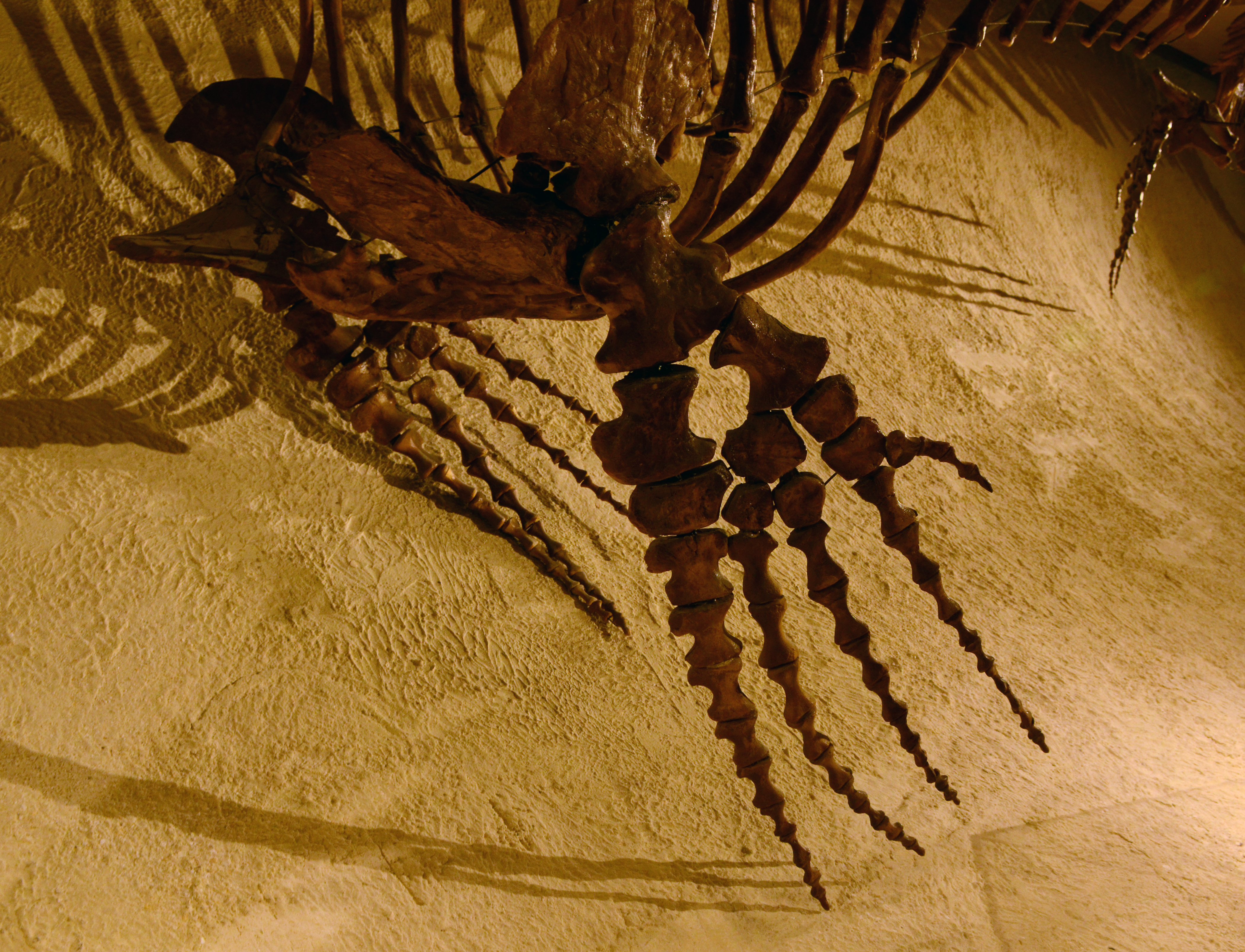
Evezővé alakult lábai
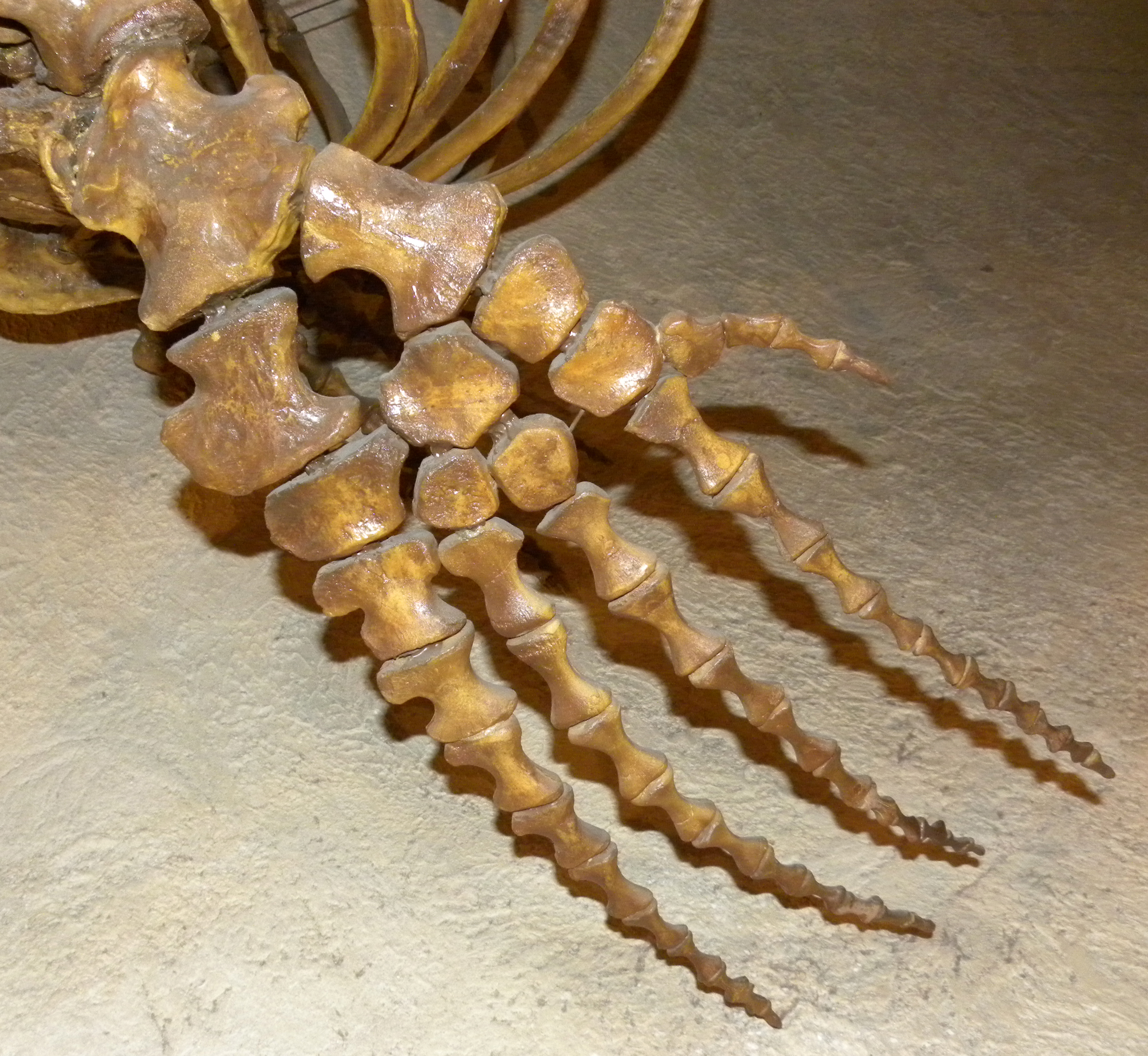
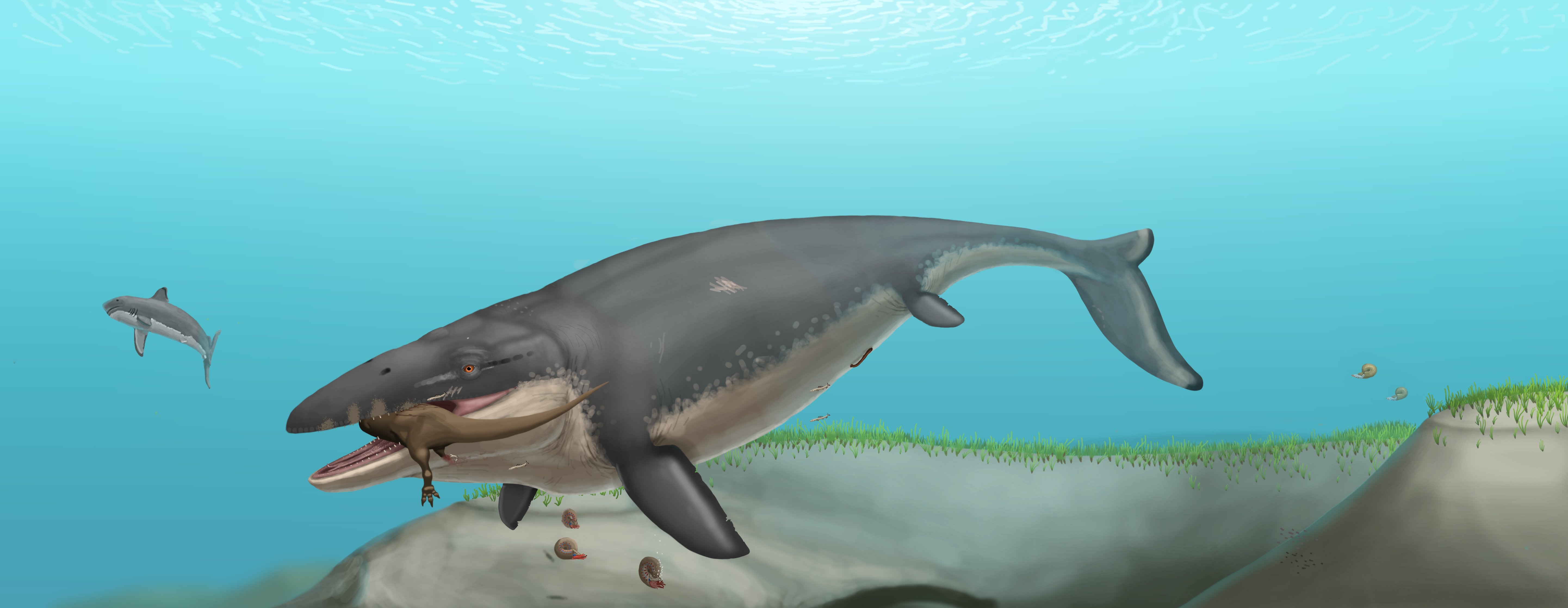
Rekonstrukció

## Fordítás
Ez a szócikk részben vagy egészben  a   Mosasaurus című angol Wikipédia-szócikk ezen változatának fordításán alapul.  Az eredeti cikk szerkesztőit annak laptörténete sorolja fel. Ez a jelzés csupán a megfogalmazás eredetét és a szerzői jogokat jelzi, nem szolgál a cikkben szereplő információk forrásmegjelöléseként.